# Pasteur (film 1936)
Pasteur (ang. The Story of Louis Pasteur) – amerykański czarno-biały dramat biograficzny z 1936 roku w reżyserii Williama Dieterle. Nagrodzona trzema Oscarami opowieść o życiu jednego z największych geniuszy w historii medycyny Ludwika Pasteura.

## Obsada
- Paul Muni – Louis Pasteur
- Josephine Hutchinson – Marie Pasteur
- Anita Louise – Annette Pasteur
- Donald Woods – doktor Jean Martel
- Fritz Leiber – doktor Charbonnet
- Henry O’Neill – doktor Emile Roux
- Porter Hall – doktor Rossignol
- Raymond Brown  - doktor Radisse
- Akim Tamiroff – doktor Zaranoff
- Halliwell Hobbes – doktor Lister
- Frank Reicher – doktor Pfeiffer
- Dickie Moore – Joseph Meister
- Ruth Robinson - pani Meister
- Walter Kingsford – cesarz Napoleon III
- Iphigenie Castiglione - cesarzowa Eugénie
- Herbert Corthell – Louis Adolphe Thiers, prezydent Francji

## Nagrody i wyróżnienia
- 4. MFF w Wenecji (1936)
  - Puchar Volpiego dla najlepszego aktora: Paul Muni
  - nominacja do nagrody Puchar Mussoliniego[2]

- 9. ceremonia wręczenia Oscarów (1937)
  - Oscar dla najlepszego aktora pierwszoplanowego: Paul Muni
  - Oscar za najlepsze oryginalne materiały do scenariusza: Pierre Collings, Sheridan Gibney
  - Oscar za najlepszy scenariusz: Pierre Collings, Sheridan Gibney
  - nominacja za najlepszy film